# Perín-Chym
Perín-Chym é um município da Eslováquia, situado no distrito de Košice-okolie, na região de Košice. Tem 41,51 km² de área e sua população em 2018 foi estimada em 1.453 habitantes.

## Demografia
| Ano:        | 1994 | 2004   | 2014   | 2024    |
| ----------- | ---- | ------ | ------ | ------- |
| Broj ljudi: | 1547 | 1498   | 1424   | 1576    |
| Razlika:    |      | -3,16% | -4,93% | +10,67% |

| Ano:               | 2023 | 2024   |
| ------------------ | ---- | ------ |
| Número de pessoas: | 1582 | 1576   |
| Diferença:         |      | -0,37% |